# Callopistes
Genre
Callopistes est un genre de sauriens de la famille des Teiidae.

## Répartition
Les espèces de ce genre se rencontrent en Amérique du Sud.

## Liste des espèces
Selon The Reptile Database (22 mai 2012) :
- Callopistes flavipunctatus (Duméril & Bibron, 1839)
- Callopistes maculatus Gravenhorst, 1838

## Publication originale
- Gravenhorst, 1838 "1837" : Beiträge zur genaueren Kenntniss einiger Eidechsengattungen. Nova Acta Academiae Caesareae Leopoldino-Carolinae, vol. 18, p. 712-784 (texte intégral).